# Henning Alexander von Kleist (General, um 1676)

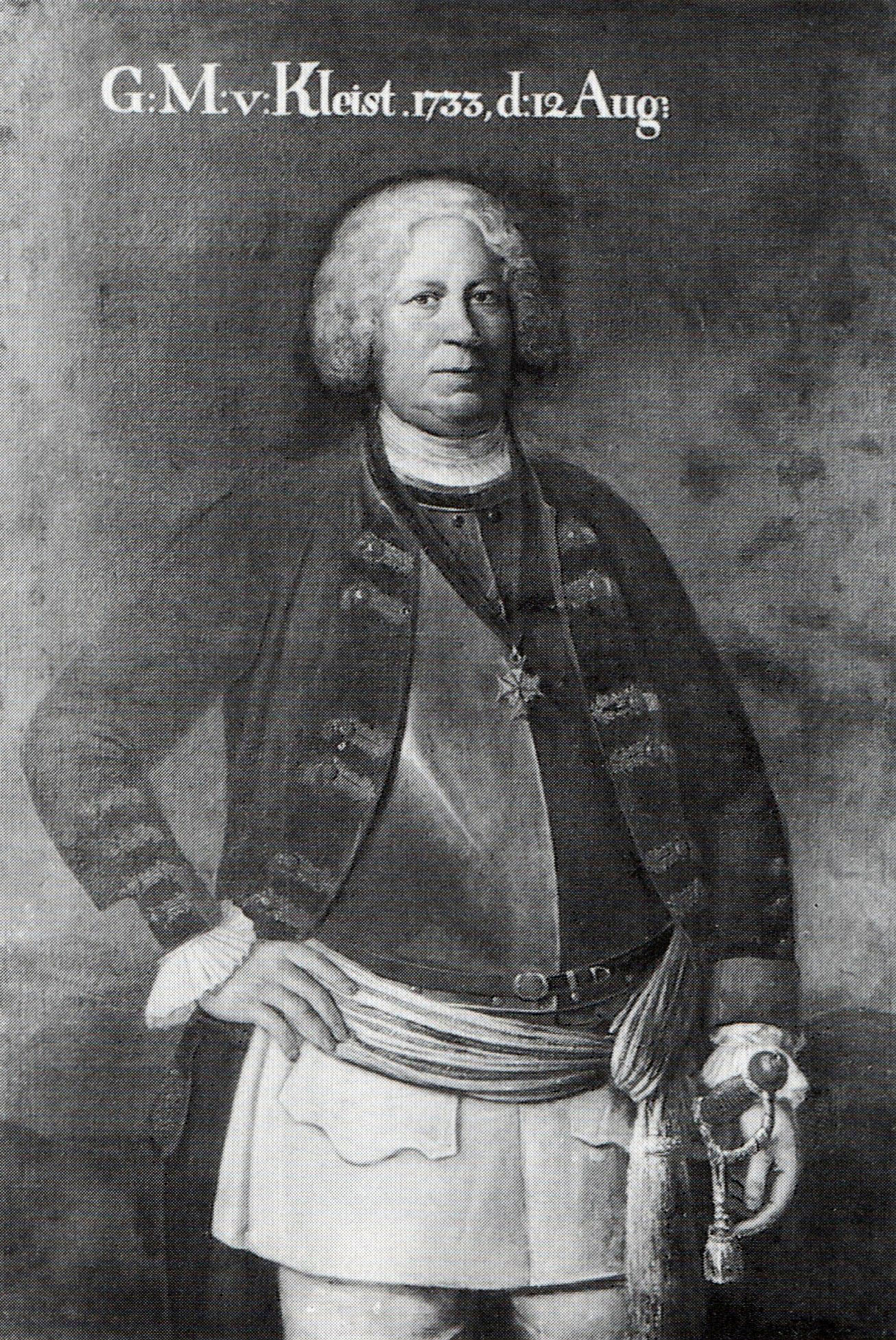
Henning Alexander von Kleist als Generalmajor.

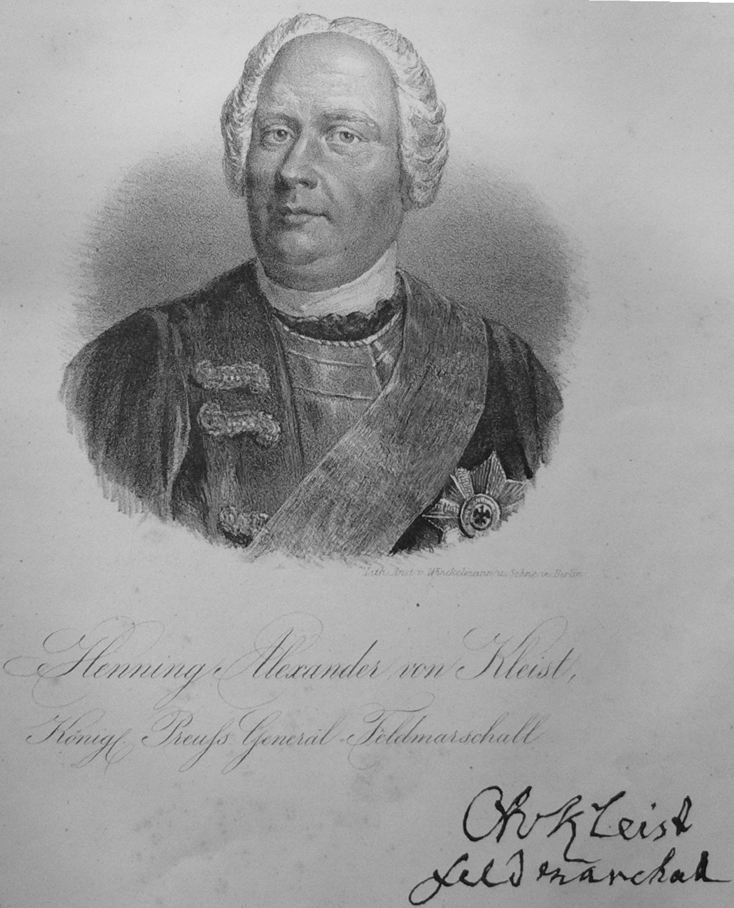
Henning Alexander von Kleist

Henning Alexander von Kleist (* 4. Mai 1677 (auch 1676), in Raddatz in Hinterpommern; † 21. August 1749 in Berlin) war ein preußischer Generalfeldmarschall.
1730 wurde er Chef eines Berliner Regiments zu Fuß (1806: No. 26). Im Österreichischen Erbfolgekrieg war er unter Friedrich II. Armeeführer und 1741 als Generalleutnant Befehlshaber der Stadt Kolberg. Als Teilnehmer an der Schlacht bei Mollwitz wurde er am 14. April 1741 zum Ritter des Schwarzen Adlerordens ernannt und erhielt später auch den Orden Pour le Mérite. 1745 avancierte Kleist zum General der Infanterie und zwei Jahre später 1747 zum Feldmarschall.
Henning Alexander v. Kleist war verheiratet mit Albertine Marie von Biedersee, Tochter des Georg Burchardt von Biedersee aus Ilberstädt. Mit ihr hatte er sieben Söhne und drei Töchter, von denen die Tochter Wilhelmine Philippine (* 1720) den preußischen Landrat Georg Ernst von Kleist heiratete.

## Ränge
- 1699 Fähnrich Infanterieregiment No. 3
- 1702 Leutnant
- 1705 Kapitän und Kompaniechef
- 1709 Major
- 1712 Amtshauptmann von Krossen und Trebbin
- 1713 Oberstleutnant
- 1718 Oberst, Kommandeur Infanterieregiment No. 3, Ritter des Ordens de la Générosité
- 1722 dimittiert,
- 1726 wieder angestellt, Kommandeur Infanterieregiment No. 26
- 1730 Chef Altpreußisches Infanterieregiment No. 26 von 1678/2
- 1733 Generalmajor
- 1741 Generalleutnant, Gouverneur von Kolberg, Ritter des Schwarzen Adlerordens (Mollwitz 14.4.), Orden Pour le Mérite,
- 1745 General der Infanterie
- 1747 Feldmarschall